# NGC 6368
NGC 6368 é uma galáxia espiral (Sb) localizada na direcção da constelação de Ophiuchus. Possui uma declinação de +11° 32' 35" e uma ascensão recta de 17 horas, 27 minutos e 11,4 segundos.
A galáxia NGC 6368 foi descoberta em 9 de Julho de 1863 por Albert Marth.